# Włodzimierz Woźniak

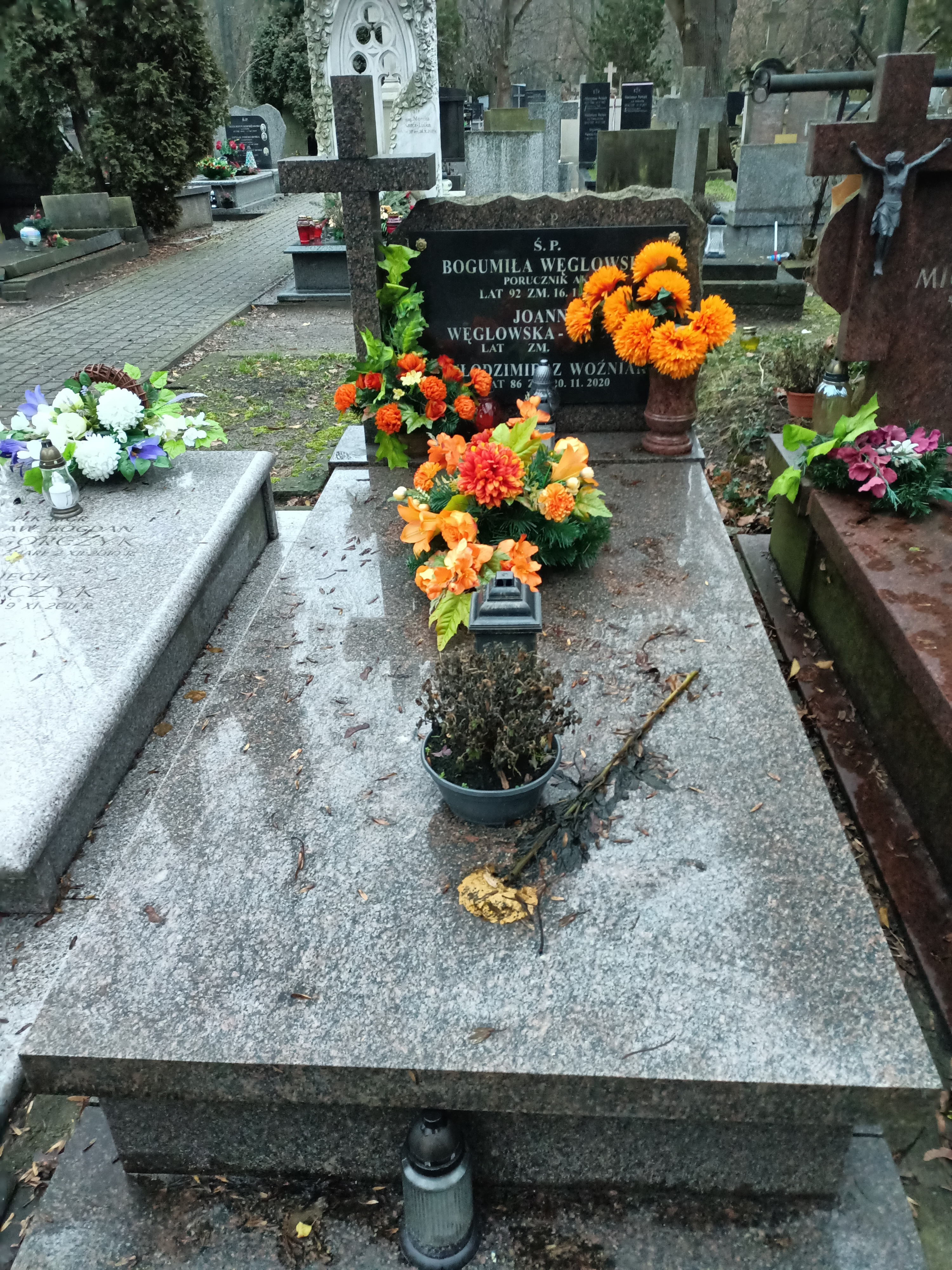
Grób Włodzimierza Woźniaka na cmentarzu Powązkowskim

Włodzimierz Woźniak (ur. 1934, zm. 20 listopada 2020) – polski kajakarz i lekkoatleta.

## Życiorys
Był absolwentem Politechniki Warszawskiej, na której uzyskał tytuł magistra inżyniera budowy maszyn. Jako zawodnik reprezentował barwy Sparty Warszawa (późniejsza Spójnia Warszawa), wielokrotnie zdobywając tytuł mistrza Polski w K-4. W osadzie starował między innymi z Kubą Majerem. W 1958 brał udział w Mistrzostwach Świata w Pradze. Po zakończeniu kariery kajakarskiej startował w maratonach i biegach długodystansowych. 
Zmarł 20 listopada 2020 i został pochowany na cmentarzu Powązkowskim w Warszawie. 